# Wik
Een wik was een begrensd en omheind gebied in Noordwest-Europa. Wikken kwamen hier overal voor en zijn in diverse plaatsnamen terug te vinden. In Twente komt het woord voor in namen als Hulswic, Awick en Löwik.
Het element wik (wick) is geen leenwoord uit het Latijn (zoals vicus en -wijk), maar een oorspronkelijk Germaans woord voor omheining, waaruit zich verschillende betekenissen hebben ontwikkeld.
Onder koning Pepijn III werd Oost-Nederland in de tweede helft van de 8ste eeuw op min of meer vreedzame wijze in het Frankenrijk geïntegreerd. Nabij een relatief dichtbewoond gebied werden militaire voorposten ingericht. Het door de Franken veroverde land werd eigendom van de koning en door middel van het hofstelsel in gebruik genomen. Op het koninklijk domein, het koningsgoed, werd een hof ingericht. Een dergelijke hof, versterkt met een omheining van vlechtwerk, werd wik genoemd.
Plaatsen als Oldenzaal en Woudrichem lagen midden in een wik-nest: boerderijnamen met het bestanddeel '-wik', zoals Kavik, Klieverik, Wigger, Varvik, Uitwijk, enz. Samen met heemnamen duidt dit erop dat (van hieruit) het omringende land gekoloniseerd werd.

## Wigboldsrecht
Een wik is meer speciaal het gebied, waar een bijzonder recht van een heer, met name hofrecht, gold. Voor het gebied van de Hof gold aanvankelijk het curtis-recht of wic-belde. Belde betekent recht. 'Wik' of 'wig-' betekent hof en '-belde' is recht dat er gold. Wie-belde of wigbold is dus het recht van de wik. Zo kreeg Gronau wigboldsrecht in 1487, maar pas in 1898 stadsrechten. Wigboldsrecht is geen stadsrecht, maar kan als een voorloper ervan beschouwd worden. Vooral in Westfalen is dit het geval geweest. Het recht komt voort uit het hofrecht. Alle Twentse steden en bijvoorbeeld ook Groenlo zijn ontstaan op het grondgebied van een Hof. Het moet dan niet verbazen dat aan hun stadsrecht steeds het 'wigboldsrecht' voorafgegaan is.